# Карацу

Кара́цу (яп. 唐津市, からつし, МФА: [kaɾat͡su ɕi̥]?) — місто в Японії, в префектурі Саґа.     Отримало статус міста 1932 року. Площа становить 487,48 км². Станом на 1 серпня 2011 року населення складало 126 239  осіб, густота населення — 259 осіб/км².     

## Історія
У 1593–1871 роках містечко Карацу було центром автономного уділу Карацу, що почергово належав самурайським родам Терадзава, Окубо, Мацудайра, Дой, Мідзуно й Оґасавара.
Карацу отримало статус міста 1 січня 1932 року.